# Siem Reap (fiume)

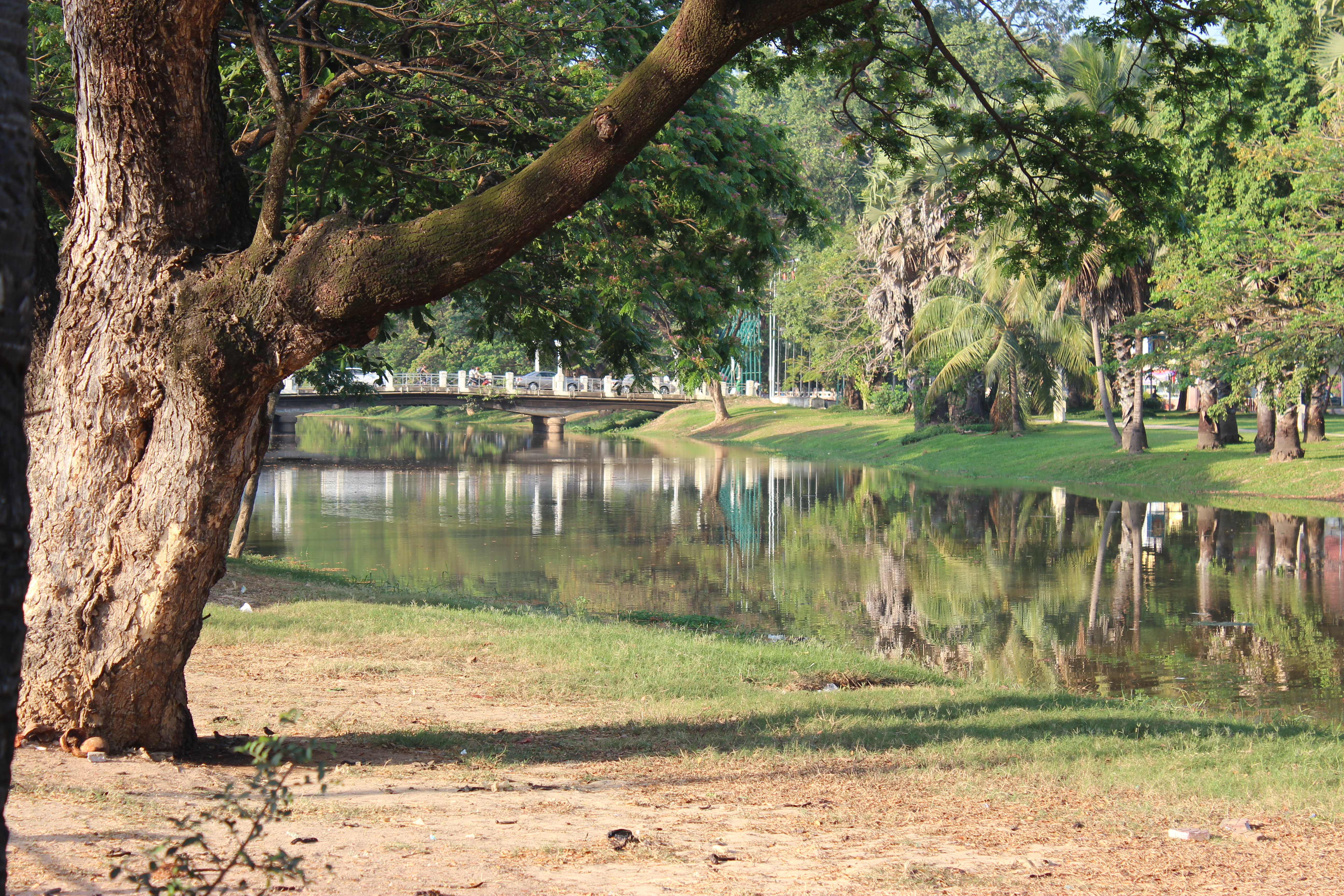
Il fiume Siem Reap presso l'omonima città di Siem Reap.

Il fiume Siem Reap, chiamato Steung Siem Reap (ស្ទឹងសៀមរាប) in Khmer, è un fiume che scorre attraverso le omonime provincia e città di Siem Reap, nel nord-ovest della Cambogia.
Nasce dal massiccio collinare del Phnom Kulen e confluisce nel lago Tonle Sap.
In origine, il fiume Siem Reap era un canale di derivazione costruito durante il periodo angkoriano, utilizzato per deviare l'acqua dal fiume Puok verso sud, probabilmente verso il Baray orientale. A causa della natura rettilinea del canale, l'acqua fluiva molto più velocemente rispetto a un fiume naturale. Ciò causò l'erosione del letto del canale fino a 10 metri in alcune aree e probabilmente provocò problemi nel deviare l'acqua verso il Baray. Nel corso dell'ultimo millennio, il canale ha acquisito piccoli meandri e un ecosistema unico, tanto che oggi è più appropriato considerarlo un fiume.